# Lovász Zsigmond
Ötvenesi Lovász Zsigmond (1750 körül – Temesújfalu, 1812. január 10.) királyi tanácsos, több vármegye főispánja.

## Élete
Lovász Mihály zarándi főszolgabíró és Kostyán Antónia elsőszülött fiaként látta meg a napvilágot, tehetős, Arad vármegyei eredetű nemesi család sarja. Aradon kezdte meg hivatali pályafutását 1770-ben mint vármegyei aljegyző, később pedig szolgabíróként dolgozott. Emellett Temes vármegye alispánja is volt, e minőségében nevezték ki 1780-ban királyi tanácsossá. Később Győr vármegye kamarai jószágigazgatója lett, a török háborúk idején pedig élelmezési biztosként a hadsereg ellátásáról gondoskodott. Szolgálataiért előbb 1790-ben a Szent István-rend kiskeresztjét, majd 1796-ban középkeresztjét is megkapta.
II. Lipót 1791-ben nevezte ki Lovászt Békés vármegye főispánjává, ugyanis a korábbi főispánt Szatmárba helyezték át. Beiktatását Kristovich Imre csanádi megyés püspök végezte. Vármegyei hivatalának már első napjain a vármegye iránti elkötelezettsége jeléül visszautasította beiktatására kiutalt 200 forintot, majd azt közcélokra ajánlotta, mondván „hogy az a most építendő vármegye házában meg kívántató belső szükséges készületek meg szerzésére fordíttasson.” Később magára vállalta a nemesi had vezetését főkapitányként, sőt, a felkelők egy részét magánvagyonából finanszírozta. Miután a király is elismerte erőfeszítéseit, a nádor 1797-ben hét vármegye felkelő nemesi csapatainak brigadérosává nevezte ki. 1798-ban belső titkos tanácsos és a hadsereg élelmezési biztosa lett. Szolgálatai és humánus cselekedetei főispánként is túlnyúltak a vármegye határain, hiszen hatalmas segítséget nyújtott az 1797-ben Szerémben kitört pestisjárvány idején is. 1801-ben temesi főispánná nevezték ki, így otthagyta békési hivatalát, de a békésiekkel továbbra is jó kapcsolatot ápolt. Hivatali elfoglaltságai ellenére 1802-ben e jó viszony miatt fogadta el a királynak azon felkérését, hogy a Fehér-Körös és Fekete-Körös vizimalmait felülvizsgálja. Ez a barátságos viszony még 1808-ban is tartott, amikor a békésiek arra kérték egykori főispánjukat, hogy ajándékozza meg őket arcképével. Ezt a kérést végül csak Lovász özvegye, Zeke Jozefa teljesítette 1820-ban.
1804-ban a korábban csak rövid ideig betöltött temesi hivatalához tért vissza, 1808-ban pedig újabb áthelyezés folytán Torontál vármegye főispánja lett, mely tisztjét egészen haláláig töltötte be. Jóténykonykodásaival ekkor sem hagyott fel, 1808-ban tízezer forintot adományozott a magyar katonai akadémia számára.